# Solidarpakt
Nach der Einbeziehung der ostdeutschen Bundesländer in den gesamtdeutschen Finanzausgleich (Länderfinanzausgleich) 1995 erhielten diese sowie Berlin finanzielle Sonderleistungen des Bundes zur Bewältigung der Folgen der deutschen Teilung. Dies wurde als Solidarpakt bezeichnet.
1995 bis 2004 flossen im Rahmen des Solidarpaktes I insgesamt 82 Mrd. Euro an Geldern, die der Verbesserung der Infrastruktur Ostdeutschlands dienten. 2005 bis 2019 folgte der Solidarpakt II. Dadurch erhielten die neuen Länder und Berlin insgesamt 156 Mrd. Euro, die von Jahr zu Jahr vermindernd ausgegeben wurden. Der sogenannte Korb I diente der Deckung teilungsbedingter Sonderlasten (insgesamt 105 Mrd. Euro), Korb II zur Stärkung des wirtschaftlichen Aufholprozesses (insgesamt 51 Mrd. Euro).

## Solidarpakt I

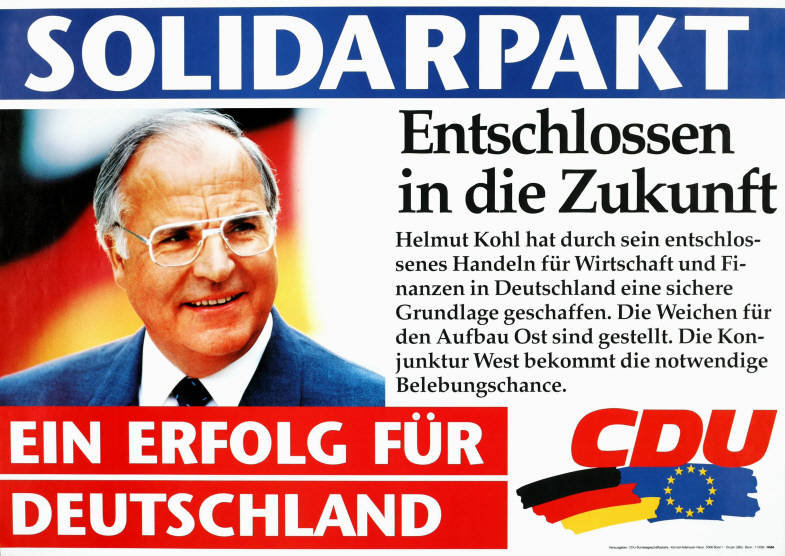
CDU-Wahlplakat mit Bundeskanzler Helmut Kohl (1993)

Am 13. März 1993 einigten sich die Bundesregierung und die Ministerpräsidenten der Bundesländer auf folgende Punkte:
- Letztmalige Aufstockung des Fonds Deutsche Einheit auf 160,7 Mrd. DM. Zahlungen aus diesem Fonds entfallen ab 1995.
- Die neuen Bundesländer werden in den Länderfinanzausgleich einbezogen.
- Der Anteil der Bundesländer an der Umsatzsteuer wird von 37 % auf 44 % angehoben.
- Mittels Fehlbetrags-Bundesergänzungszuweisungen soll durch den Länderfinanzausgleich die finanzielle Leistungskraft eines Bundeslandes auf 99,5 % des Bundesdurchschnitts angehoben werden.
- Die fünf neuen Bundesländer und Berlin erhalten für zehn Jahre zusammen Transferzahlungen des Bundes in Höhe von jährlich 20,6 Mrd. DM.
- Die finanziellen Lasten der alten Bundesländer müssen die Kommunen zu ca. 40 % mittragen, indem die Gewerbesteuerumlage angehoben und zugleich der kommunale Finanzausgleich abgesenkt wird.
- Einrichtung des Erblastentilgungsfonds. Dieser führt die Schulden der Treuhandanstalt und des Kreditabwicklungsfonds sowie Teile der alten Schulden der kommunalen Wohnungswirtschaft zusammen. Der Anfangsschuldenstand beträgt 336 Mrd. DM. Dieser wird allein durch den Bund verzinst und getilgt.

Der Solidarpakt I trat 1995 in Kraft und lief Ende 2004 aus.
„Durch ihn haben die neuen Bundesländer und ihre Gemeinden über den Finanzausgleich vom Bund und den alten Bundesländern insgesamt 94,5 Milliarden Euro erhalten. Damit wurden ökologische Altlasten beseitigt und die Infrastruktur modernisiert. Mit entsprechenden Mitteln wurde dazu beigetragen, wo geeignet, industrielle Kerne zu erhalten und den Wohnungsbau zu sanieren.“ (bundesregierung.de 2009)

## Solidarpakt II
Bereits nach ein paar Jahren war absehbar, dass das Ziel des Solidarpakts I, die neuen Bundesländer bis 2004 wirtschaftlich auf einen vergleichbaren Stand mit den westlichen Bundesländern zu bringen, nicht erreicht werden könne. Deshalb wurde der Solidarpakt II als Fortsetzung ausgehandelt und 2001 vereinbart. Seine Grundzüge sind in einer von Bundestag und Bundesrat gefassten gleichlautenden Entschließung festgelegt.
Bis einschließlich 2019 wurde die im Solidarpakt II vorgesehene Förderung sichergestellt. Das Gesamtvolumen betrug 156,5 Milliarden Euro, die der Bund den neuen Bundesländern zur Verfügung stellt. Diese Summe wurde in zwei sogenannte Körbe unterteilt:
- Korb I umfasst die gesetzlich fixierten Bundesergänzungszuweisungen, die im Rahmen des Länderfinanzausgleichs gewährt werden. Sie sollen die Infrastrukturlücke schließen und die unterproportionale kommunale Finanzkraft ausgleichen; formal werden sie allerdings als ungebundene Zuweisungen gewährt. Dies sind bis einschließlich 2019 insgesamt 105,3 Mrd. €.
- Korb II umfasst sonstige Zuwendungen des Bundes, von denen die neuen mehr als die alten Länder erhalten. Dies sollen bis 2019 insgesamt 51,1 Mrd. € sein. Über die Frage, welche Maßnahmen des Bundes Bestandteil des Korb II sein sollen, haben sich Bund und Länder 2006 geeinigt.[4] Die Umsetzung erfolgt durch erhöhte Mittelansätze im jeweiligen Haushaltsgesetz und unterliegt damit der Budgethoheit des Parlaments.

Die Verwendung der Mittel aus dem Korb I des Solidarpaktes II geschah nicht immer nach den im Gesetz selbst festgelegten Vorgaben. So wurden im Jahr 2005 nach einem Gutachten des Finanzwissenschaftlers Helmut Seitz von der TU Dresden 50 Prozent der Mittel falsch verwendet. Nur das Bundesland Sachsen habe die Mittel richtig verwendet; Berlin habe gar alle Mittel falsch verwendet. In ihren Fortschrittsberichten nennen die Länder teilweise bessere Quoten.
Die genaue Aufschlüsselung der in Korb I enthaltenen Mittel war in § 11 Abs. 3 des Gesetzes über den Finanzausgleich zwischen Bund und Ländern geregelt:
Zur Deckung von teilungsbedingten Sonderlasten aus dem bestehenden starken infrastrukturellen Nachholbedarf und zum Ausgleich unterproportionaler kommunaler Finanzkraft erhalten die Länder Berlin, Brandenburg, Mecklenburg-Vorpommern, Sachsen, Sachsen-Anhalt und Thüringen insgesamt in den Jahren 2005 bis 2019 folgende Sonderbedarfs-Bundesergänzungszuweisungen:
```
im Jahr 2005                 10.532.613.000 Euro,
im Jahr 2006                 10.481.484.000 Euro,
im Jahr 2007                 10.379.225.000 Euro,
im Jahr 2008                 10.225.838.000 Euro,
im Jahr 2009                  9.510.029.000 Euro,
im Jahr 2010                  8.743.091.000 Euro,
im Jahr 2011                  8.027.283.000 Euro,
im Jahr 2012                  7.260.345.000 Euro,
im Jahr 2013                  6.544.536.000 Euro,
im Jahr 2014                  5.777.598.000 Euro,
im Jahr 2015                  5.061.790.000 Euro,
im Jahr 2016                  4.294.852.000 Euro,
im Jahr 2017                  3.579.043.000 Euro,
im Jahr 2018                  2.812.105.000 Euro,
und im Jahr 2019              2.096.297.000 Euro.
```

Die Beträge nach Satz 1 werden auf die genannten Länder mit den folgenden Vomhundertsätzen unter Rundung auf Tausend Euro verteilt:
```
Berlin
                        19,020610 vom Hundert,

Brandenburg
                   14,326911 vom Hundert,

Mecklenburg-Vorpommern
        10,536374 vom Hundert,

Sachsen
                       26,075481 vom Hundert,

Sachsen-Anhalt
                15,733214 vom Hundert,

Thüringen
                     14,307410 vom Hundert.
```

Die Länder Berlin, Brandenburg, Mecklenburg-Vorpommern, Sachsen, Sachsen-Anhalt und Thüringen berichteten dem Finanzplanungsrat jährlich im Rahmen von Fortschrittsberichten „Aufbau Ost“ über ihre jeweiligen Fortschritte bei der Schließung der Infrastrukturlücke, die Verwendung der erhaltenen Mittel zum Abbau teilungsbedingter Sonderlasten und die finanzwirtschaftliche Entwicklung der Länder- und Kommunalhaushalte einschließlich der Begrenzung der Nettoneuverschuldung. Die Berichte wurden bis Ende September des dem Berichtsjahr folgenden Jahres vorgelegt und mit einer Stellungnahme der Bundesregierung im Finanzplanungsrat erörtert.
2019 lief der Solidarpakt II aus.